# Janez Menart
Janez Menart ([jánes ménart], tudi [jánez ménart]; ), slovenski pesnik in prevajalec * 29. september 1929, Maribor, † 22. januar 2004, Ljubljana.

## Življenje
Njegova mati je bila gledališka igralka. Starša sta mu zgodaj umrla, zato je otroštvo preživel pri starih starših in rejnikih. Osnovno šolo je obiskoval v Ljubljani, živel je v Marijanišču. Na preizkusnem izpraševanju je pridobil eno od štirih za tisto leto razpisanih štipendij takratne Dravske banovine, zato je lahko kljub skromnim razmeram nadaljeval šolanje na klasični gimnaziji. Študiral je slovenistiko in primerjalno književnost na ljubljanski Filozofski fakulteti, kjer je leta 1956 diplomiral. 
Po vojaščini se je zaposlil kot lektor, dramaturg in vodja lutkovnega oddelka pri podjetju Triglav film, kjer je ostal sedem let. Nato je živel kot svobodni književnik in prevajalec, leta 1967 pa se je zaposlil pri RTV Ljubljana kot urednik dramskega oddelka. Kasneje je delal tam kot dramaturg, nato kot prevajalec za tekoče zadeve. Nazadnje se je zaposlil kot vodja programa knjižnega kluba Svet knjige pri založbi Mladinska knjiga v Ljubljani, kjer je ostal do upokojitve leta 1990.  
Junija 1983 je bil izvoljen za izrednega člana Slovenske akademije znanosti in umetnosti, 23. aprila 1987 pa za rednega člana; med letoma 1985 in 1993 je bil tajnik razreda za umetnost. Pri Društvu slovenskih pisateljev je bil v letih 1963-69 tajnik, podpredsednik in predsednik. 2003 je postal častni član Društva slovenskih književnih prevajalcev.
Ženo Tonko je spoznal kot študent, rodila se jima je hčerka Barbara. Umrl je na isti dan kot pisatelj in dramatik Rudi Šeligo.

## Delo
Prvo pesem je objavil pri dvajsetih letih. Leta 1953 je skupaj s Kajetanom Kovičem, Tonetom Pavčkom in Cirilom Zlobcem izdal pesniško zbirko Pesmi štirih, dve leti kasneje pa prvo samostojno zbirko Prva jesen. Naslednja pesniška zbirka Časopisni stihi velja za oblikovno eno najdrznejših. Z njo se uveljavil kot najširše razumljiv in sprejemljiv pesnik, odlikuje pa ga izjemna jezikovna spretnost. V nadaljnjih zbirkah se je znova oblikovno discipliniral. Poleg lirskih najdemo v Menartovi poeziji tudi epske prvine: pesnitev Bela pravljica, zbirki Srednjeveške balade ter Srednjeveške pridige in balade. Mladini sta namenjeni zbirka Pesnik se predstavi in slikanica Mižek figa gre po svetu.
Posthumno sta bili izdani zbirki Spomin in Epigrami. V slednji je Tone Pavček zbral epigrame, objavljene v knjigah in dnevnem tisku. Spomin pa je zbirka v samostojnih zbirkah še neobjavljenih pesmi, ki jo je pesnik nameraval izdati pod naslovom Zadnja pomlad. Urednik Marjan Brezovar jim je dodal še Belo pravljico.
V slovenski poeziji je Janez Menart najboljši predstavnik oblikovno tradicionalne, po vsebini pa moderne poezije romantično razklanega humanizma. Oblikovno se upira na tradicionalno metriko, ob kateri pa je ustvaril izviren slog, ki je mešanica romantičnih podob in vsakdanje govorice iz sodobnega življenja. V celotnem opusu se naslanja predvsem na romantično in realistično izročilo. Bralcem so se priljubile zlasti njegove aktualne satirične pesmi, epigrami in literarne travestije.
Poleg izvirnega pesništva je Janez Menart znan tudi kot eden najboljših slovenskih pesniških prevajalcev. Še zlasti pomembni so njegovi prevodi angleške in francoske poezije ter dramatike. V samostojnih knjigah je izdal izbore iz pesniških del Roberta Burnsa, Samuela T. Coleridgea, Victorja Hugoja, Alphonsa de Lamartina, Alfreda de Musseta, Jacquesa Préverta, Williama Shakespearea, Françoisa Villona, Grigorja Viteza in Drame angleške renesanse (avtorjev Bena Jonsona, Thomasa Kyda in Christopherja Marlowa). 
Uredil je tudi dve antologiji slovenskega pesništva.
Posamezne njegove pesmi so bile prevedene v več jezikov, v samostojnih izdajah so izšli prevodi del v hrvaškem, srbskem, makedonskem, italijanskem in ruskem jeziku.

### Pesniške zbirke
- Pesmi štirih, Slovenski knjižni zavod, Ljubljana, 1953 (COBISS)
- Prva jesen, Primorska založba Lipa, Ljubljana, 1955 (COBISS)
- Časopisni stihi, Državna založba Slovenije, Ljubljana, 1960 (COBISS)
- Bela pravljica, Cankarjeva založba, Ljubljana, 1963 (COBISS)
- Semafori mladosti, Državna založba Slovenije, Ljubljana, 1963 (COBISS)
- Pesnik se predstavi, Mladinska knjiga, Ljubljana, 1969 (COBISS)
- Srednjeveške balade, Cankarjeva založba, Ljubljana, 1973 (COBISS)
- Pod kužnim znamenjem, Državna založba Slovenije, Ljubljana, 1977 (COBISS)
- Statve življenja, Cankarjeva založba, Ljubljana, 1979 (COBISS)
- Stihi mojih dni, Prešernova družba, Ljubljana, 1989 (COBISS)
- Srednjeveške pridige in balade, Cankarjeva založba, Ljubljana, 1990 (COBISS)
- Zbrane pesmi, Mladinska knjiga, Ljubljana, 1999 (COBISS)
- Spomin, Mladinska knjiga, Ljubljana, 2005 (COBISS)
- Epigrami, Celjska Mohorjeva družba, Celje, 2010 (COBISS)

### Antologiji
- Iz roda v rod duh išče pot, Mladinska knjiga, Ljubljana, 1969 (COBISS)
- Pesmi dolenjske dežele, Dolenjski list, Novo mesto, 1984 (COBISS)

## Priznanja in nagrade
- 1961 – Časopisni stihi, nagrada mesta Ljubljana
- 1965 – prevod Shakespearovih sonetov, Sovretova nagrada
- 1975 – prepesnitve Byrona in Burnsa, Nagrada Janeza Kranjca
- 1976 – prispevek k humorju in satiri na Slovenskem, Župančičeva nagrada
- 1978 – zbirka Pod kužnim znamenjem, priznanje Zlata knjiga
- 1979 – zbirka Pesnik se predstavi, Prešernova nagrada (nagrado zavrnil)
- 1988 – delo Françoisa Villona, Sovretova nagrada